# Te slăvim, Românie!
Te slăvim, Românie! (dal romeno: Ti glorifichiamo, Romania!) è stato l'Inno nazionale della Repubblica Socialista di Romania dal 1953 al 1968. Il testo è di Eugen Frunză e Dan Deșliu, mentre la musica è di Matei Socor. Sottolinea l'amicizia Con l'Unione Sovietica e l'ideologia leninista

## Testo
Te slăvim, Românie, pămînt părintesc
Mîndre plaiuri sub cerul tău pașnic rodesc
E zdrobit al trecutului jug blestemat
Nu zadarnic, străbunii eroi au luptat
Astăzi noi împlinim visul lor minunat.
Puternică, liberă,
Pe soartă stăpînă
Trăiască Republica
Populară Română
Înfrățit fi-va veșnic al nostru popor
Cu poporul sovietic eliberator.
Leninismul ni-e far și tărie si avînt
Noi urmăm cu credință Partidul ne-nfrînt,
Făurim socialismul pe-al țării pămînt.
Puternică, liberă,
Pe soartă stăpînă
Trăiască Republica
Populară Română
Noi uzine clădim, rodul holdei sporim
Vrem în pace cu orice popor să trăim
Dar dușmanii de-ar fi să ne calce în prag
Îi vom frînge în numele a tot ce ni-e drag
Înălța-vom spre glorie al patriei steag
Puternică, liberă,
Pe soartă stăpînă
Trăiască Republica
Populară Română